# Ісак Дальквіст
Ісак Дальквіст (швед. Isak Dahlqvist, нар. 25 вересня 2001, Екере, Швеція) — шведський футболіст, півзахисник клубу «Гетеборг».

## Клубна кар'єра
Ісак Дальквіст почав займатися футболом у рідному місті Екере у клубі аматорського рівня. Перед початком сезону 2017 року Дальквіст перейшов до клубу «Гетеборг», де грав за юнацькі та молодіжні команди. У липні 2020 року Ісак підписав з клубом напівпрофесійний контракт терміном на один рік. І у вересні у матчі на Кубок Швеції дебютував в основі, вийшовши на заміну на 79 - й хвилині гри.
6 грудня в останньому турі Аллсвенскан Дальквіст дебютував в основі «Гетеборга» в матчах чемпіонату. А 4 січня 2021 року підписав з клубом професійний контракт терміном на три роки.

## Збірна
З 2017 року Ісак Дальквіст виступав за юнацькі збірні Швеції (U-17) та (U-19).

## Особисте життя
Старший брат Ісака Едвін Дальквіст також професійний футболіст і захищає кольори юнацької збірної Швеції.